# Marconi Durán
Marconi Durán Montoya (* 21. November 1980) ist ein costa-ricanischer Straßenradrennfahrer.
Marconi Durán gewann 2002 eine Etappe bei der Vuelta a Costa Rica und wurde Dritter in der Gesamtwertung. Im nächsten Jahr wurde er costa-ricanischer Meister im Straßenrennen. 2006 gewann Durán die zweite Etappe bei der Vuelta a San Carlos und wurde Dritter in der Gesamtwertung. In der Saison 2007 konnte er bei der Expo San Isidro Labrador eine Etappe und die Gesamtwertung für sich entscheiden. Außerdem gewann er jeweils zwei Etappen bei der Vuelta a Nicaragua, ein Teilstück bei der Vuelta a San Carlos und eine Etappe bei der Vuelta a Costa Rica. 2008 war Durán viermal bei der Copa Nacional Protecto erfolgreich.

## Erfolge
2002
- eine Etappe Vuelta a Costa Rica

2003
- Costa-ricanischer Meister – Straßenrennen

2007
- eine Etappe Vuelta a Costa Rica

2008
- zwei Etappen und Mannschaftszeitfahren Vuelta a Costa Rica